# Лимити ди Гречо (Ријети)
Лимити ди Гречо је насеље у Италији у округу Ријети, региону Лацио.
Према процени из 2011. у насељу је живело 726 становника. Насеље се налази на надморској висини од 400 м.